# Piedipaterno
Piedipaterno ist eine Fraktion (italienisch frazione) der italienischen Gemeinde Vallo di Nera in der Provinz Perugia in Umbrien.

## Geografie
Der Ort liegt etwa 1,5 km nördlich des Hauptortes Vallo di Nera und etwa 55 km südöstlich der Provinz- und Regionalhauptstadt Perugia. Der Ort liegt bei 333 m s.l.m. und hatte 2001 ca. 117 Einwohner. 2011 waren es 133 Einwohner. Der Ort liegt an dem Fluss Nera.

## Geschichte
Der Ort wurde erstmals im 14. Jahrhundert erwähnt und entstand am Fuße (italienisch: Piede) von Paterno, einem befestigten Ort bei 605 m s.l.m. etwa 650 m nördlich und oberhalb von Piedipaterno. Der als Handelsposten der Burg an den Wegen nach Cerreto di Spoleto und Spoleto entstandene Ort wurde wichtiger, als die Burg nach der Auflehnung der lokalen Burgen gegen Spoleto in den 1520er Jahren an Bedeutung verlor. 1833 wurde der Ort mit Meggiano zur Comunità di Meggiano e Paterno zusammengelegt und hieß ab 1880 als Gemeinde Piedipaterno sul Nera. Seit dem 13. Mai 1881 ist Piedipaterno Ortsteil von Vallo di Nera. Von 1926 bis 1968 hatte der Ort die Haltestelle Piedipaterno-Vallo di Nera an der Bahnstrecke Spoleto-Norcia, die 1968 stillgelegt wurde.

## Sehenswürdigkeiten
- San Sebastiano, Kirche im Ortskern, die über der 1253 dokumentierten Kirche Chiesa di San Costanzo entstand und die zur Abtei Abbazia di Sant’Eutizio bei Preci gehörte. San Sebastiano wurde 1654 Pfarrkirche, als die Kirche die Funktionen von der Abtei Santa Maria dell’Eremita (liegt etwa 2 km nördlich) übernahm. Enthält das Leinwandgemälde Madonna con Bambino in Trono aus dem 13. Jahrhundert, ein Taufbecken aus dem Jahr 1603 und einen Holzaltar aus dem 17. Jahrhundert.[3]
- San Pietro, Kirche am Fluss Nera. Enthält zwei Fresken aus dem späten 16. Jahrhundert (Madonna con Bambino und Santo Vescovo). Über dem Portal steht die Inschrift AGREGATA BASILIC/E S. PETRI URBIS AD LUCRANDAS INDULGENTIA A. D. MDCCLXII (1762). 1712 war die Kirche noch der Maria della Pietà gewidmet.[3]
- Chiesa dell’Eremita (auch Santa Maria de Ugonis), ehemalige Abtei an der Straße nach Cerreto di Spoleto, die im 9. Jahrhundert entstand und im 11. Jahrhundert von den Vallombrosaner neu gegründet wurde. Die Auflösung fand 1654 durch Papst Innozenz X. statt.[6]

Bilder von Piedipaterno
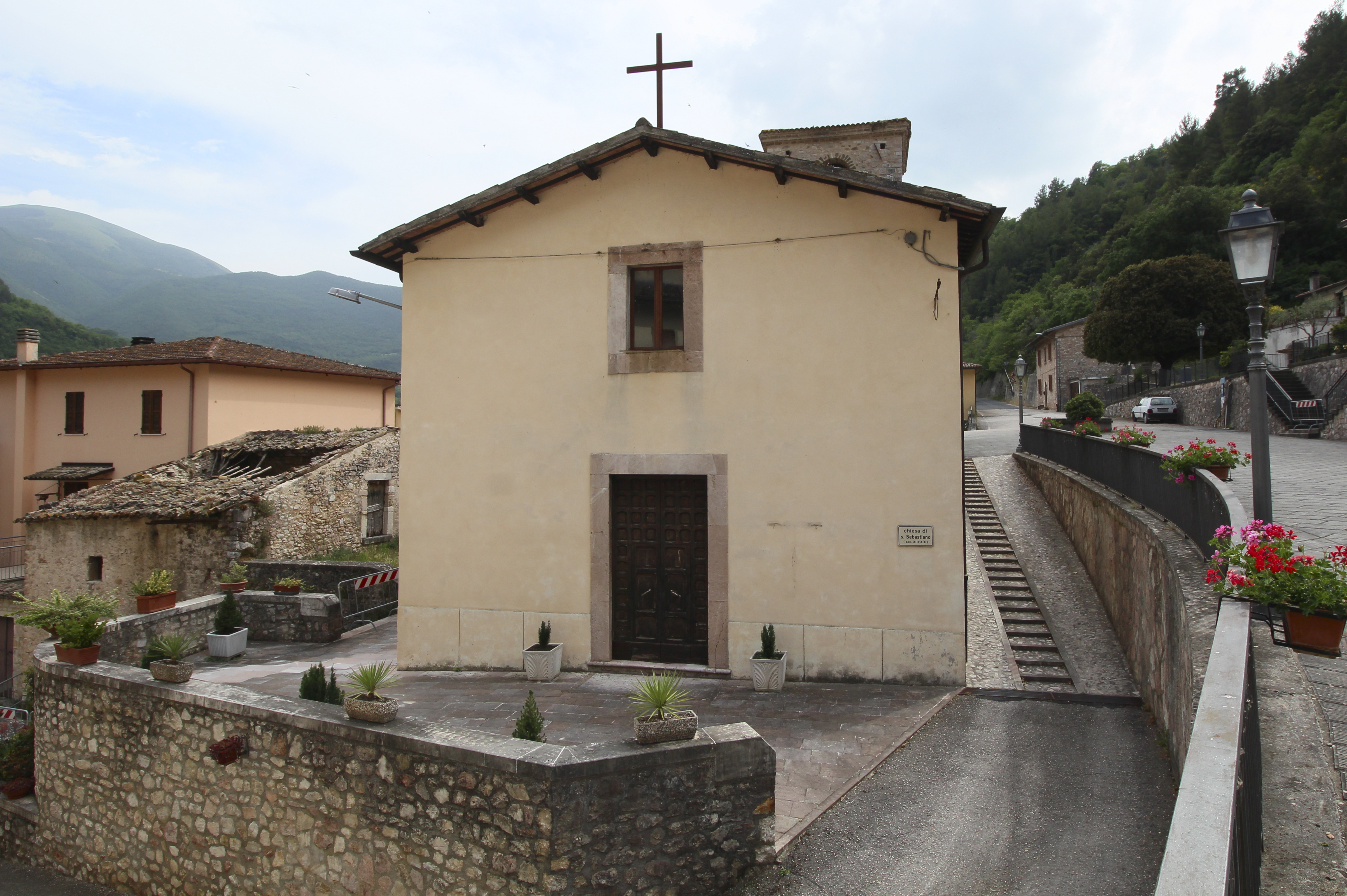
Die Kirche San Sebastiano
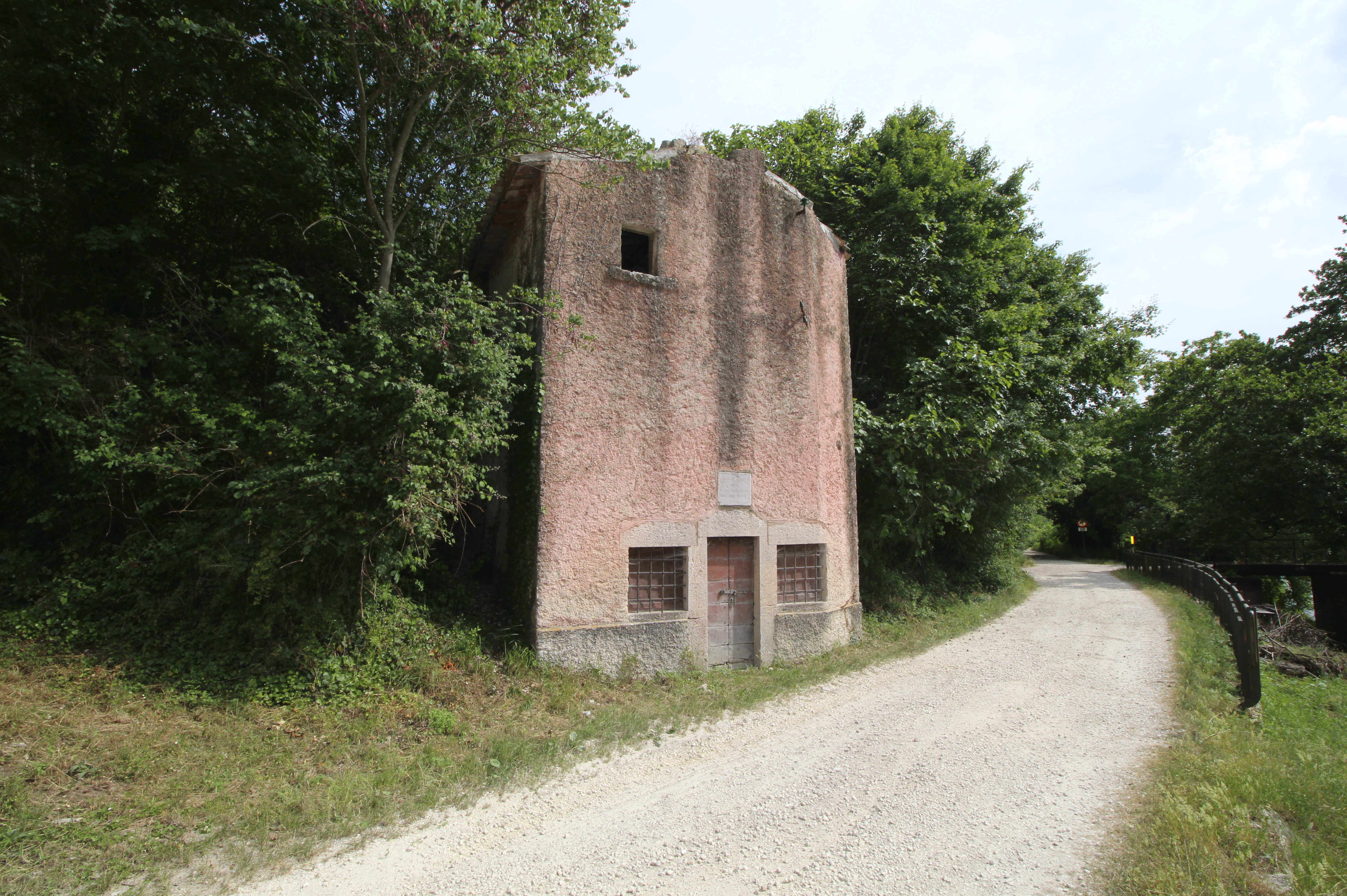
Die Kirche San Pietro am Fluss Nera
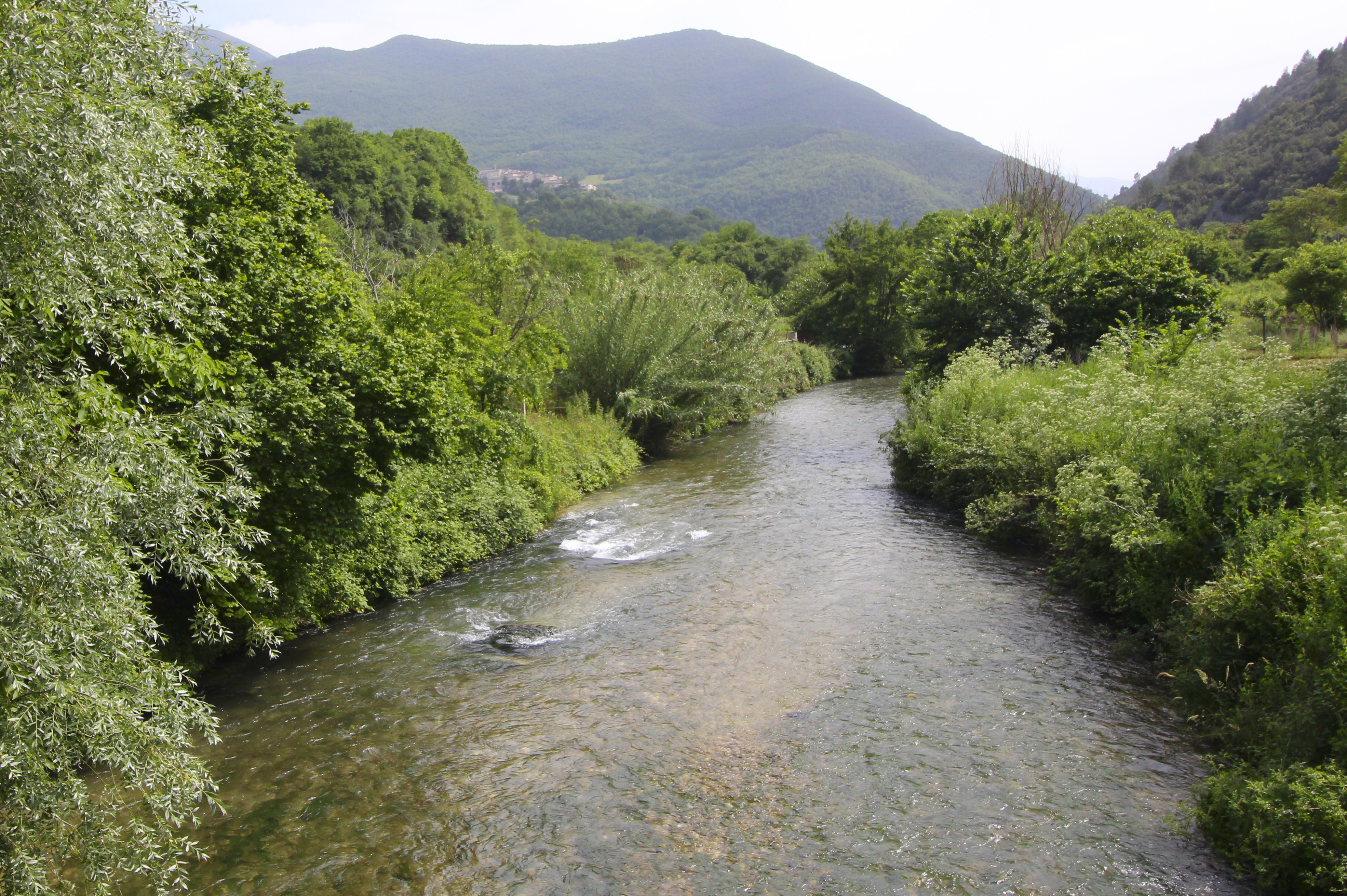
Der Fluss Nera bei Piedipaterno
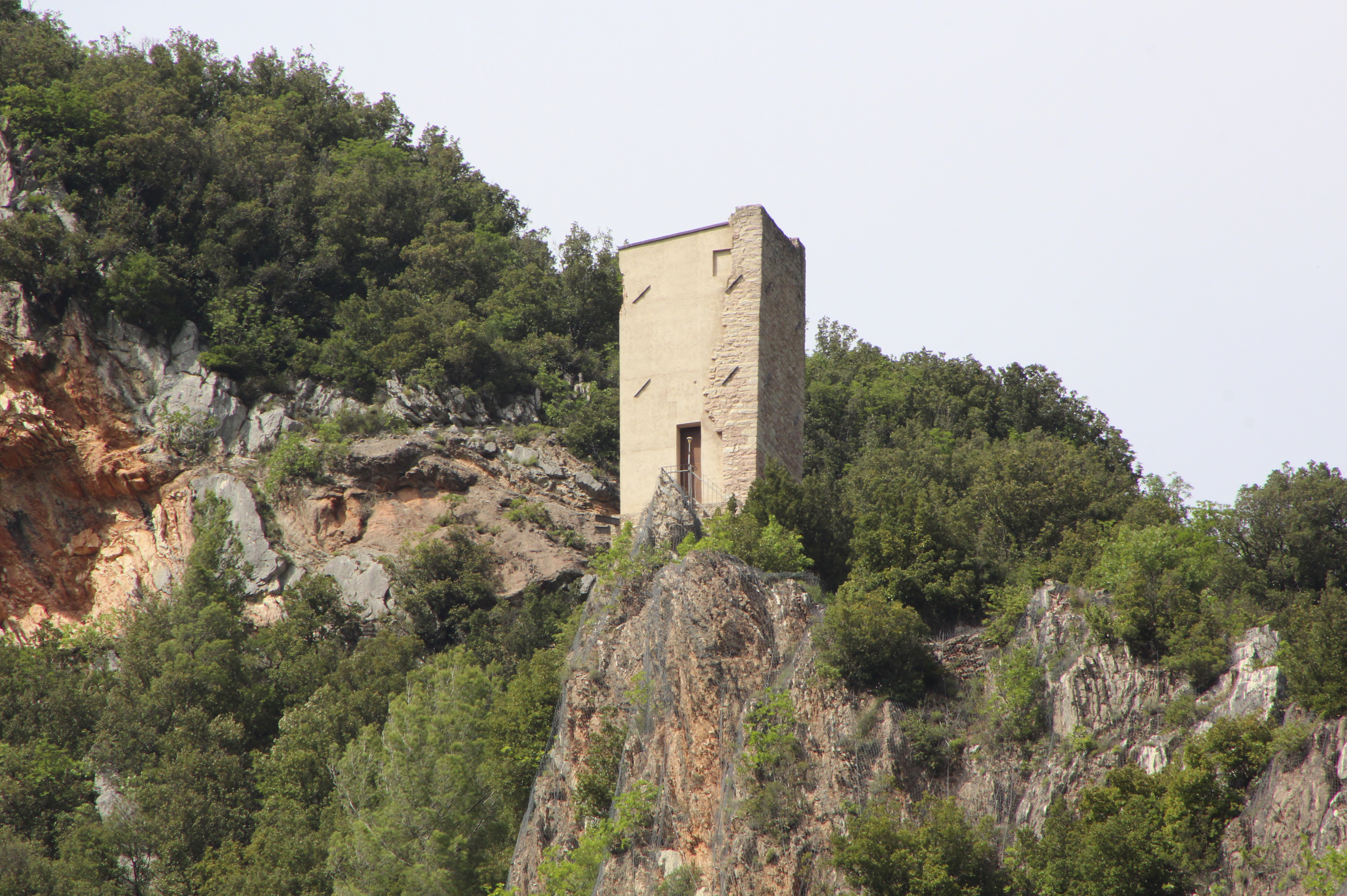
Der Torre di Paterno
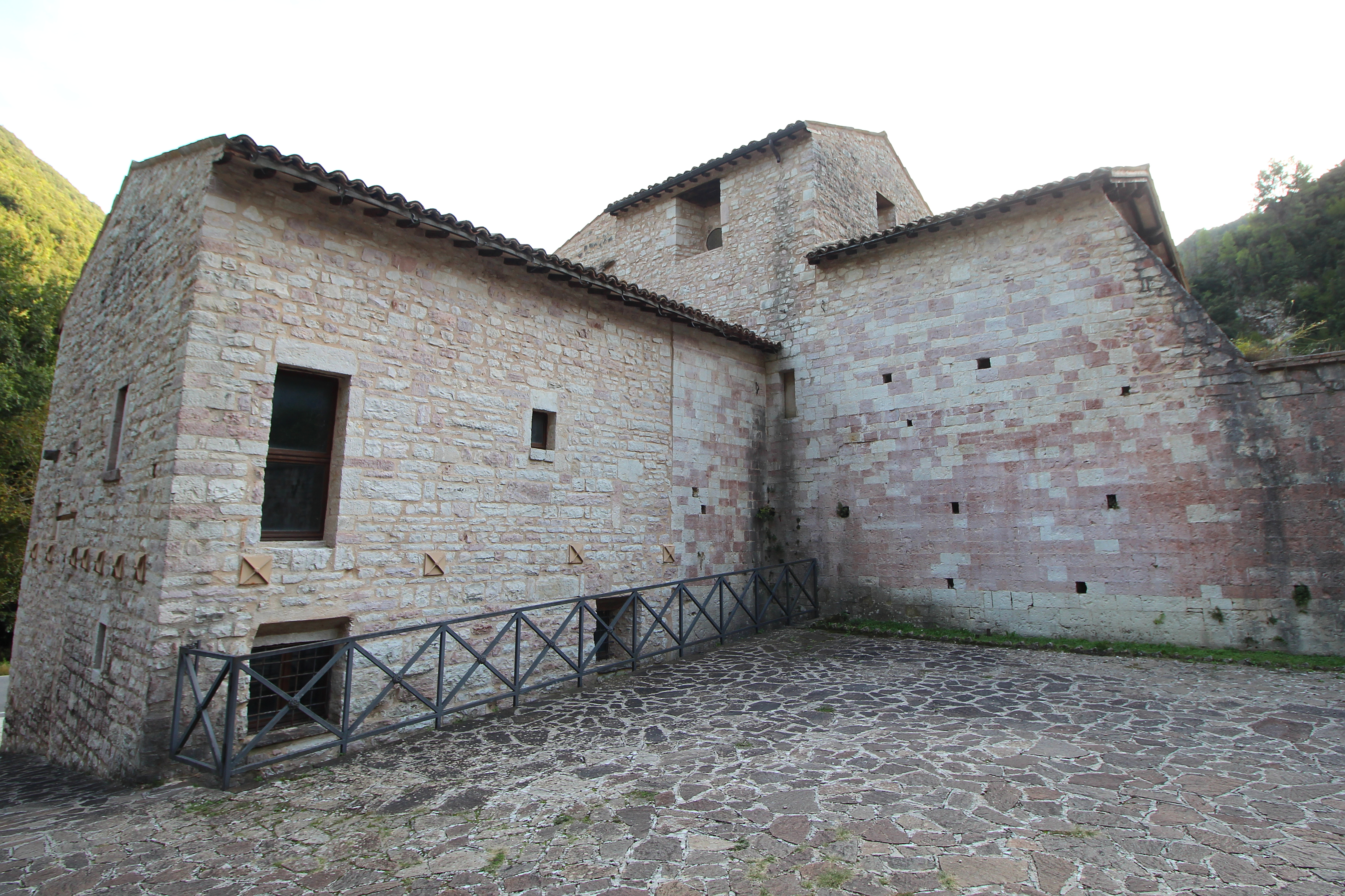
Santa Maria de Ugonis (auch Chiesa dell’Eremita)
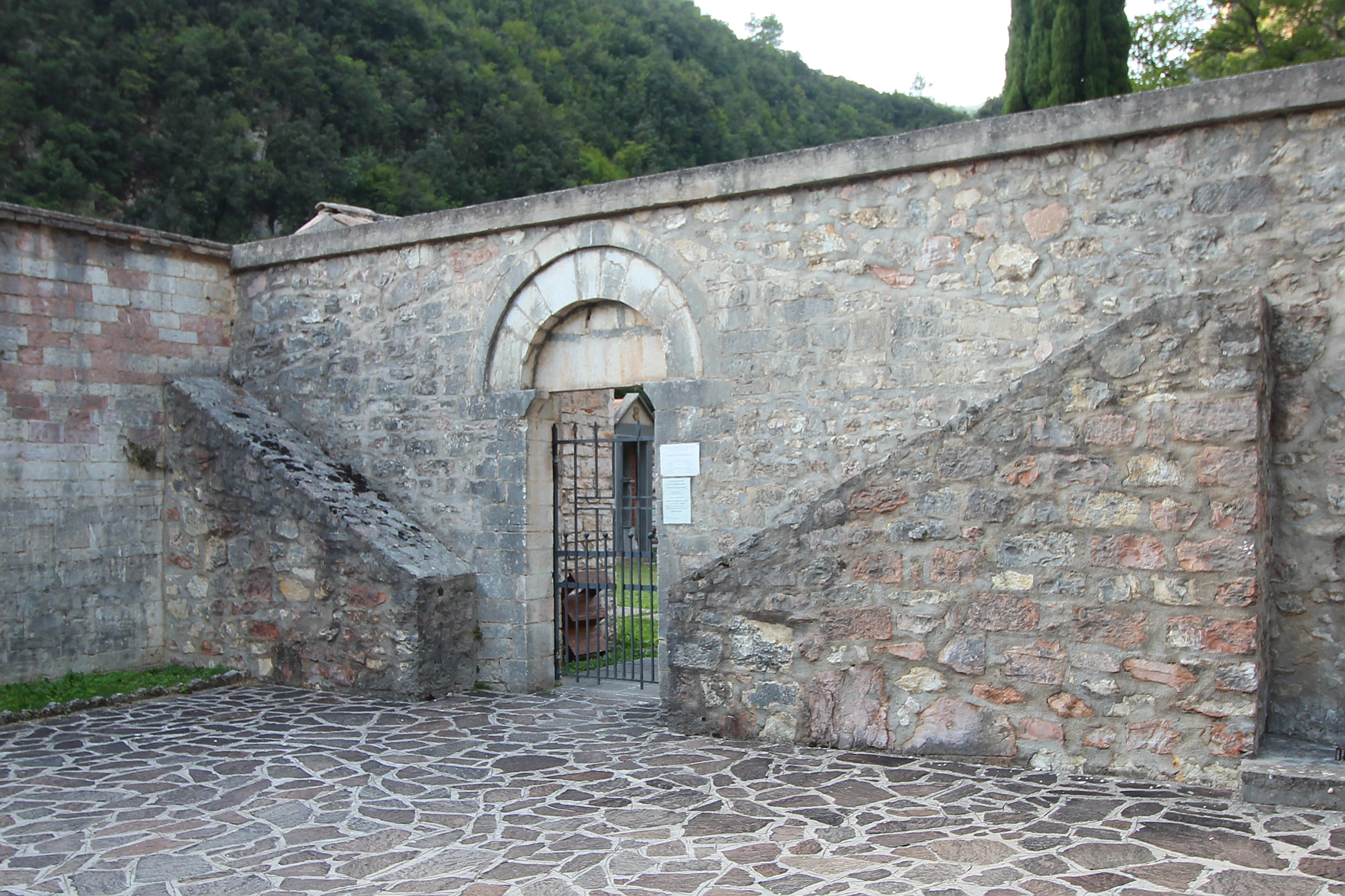
Der Friedhof bei Santa Maria de Ugonis